# Bellechasse (regionalna gmina hrabstwa)
Bellechasse – regionalna gmina hrabstwa (MRC) w regionie administracyjnym Chaudière-Appalaches prowincji Quebec, w Kanadzie. Stolicą jest miejscowość Saint-Lazare-de-Bellechasse. Składa się z 20 gmin: 12 gmin (municipalités) i 8 parafii.
Bellechasse ma 35 318 mieszkańców. Język francuski jest językiem ojczystym dla 98,8%, angielski dla 0,8% mieszkańców (2011).